# 佐々木龍
佐々木 龍（ささき りゅう、1955年1月3日 - ）は、日本の政治家。勲等は旭日小綬章。
愛媛県新居浜市長（3期）を務めた。市長在任中には、全国市長会理事、全国青年市長会会長等を歴任。

## 来歴
愛媛県立新居浜東高等学校を経て、中央大学法学部政治学科卒業。三菱自動車系列カーディーラー勤務ののち、1987年（昭和62年）新居浜市議会議員当選、以後当選3回。
2000年（平成12年）11月、現職の伊藤武志を破り市長初当選。

### 新居浜市長
1期目の就任後すぐの2001年（平成13年）1月に、今日の新居浜市の礎を築いてきた別子銅山の遺構を多数有する宇摩郡別子山村の村長が佐々木のもとを訪れ合併検討を要請し、合併協議が進んだ。結果、2003年（平成15年）4月、別子山村の編入合併を実現した。この合併は、愛媛県内における平成の大合併の第一号であった（ただし、編入合併の手法が取られたケースは少数であった）。当時、新居浜市は東予地方において今治市と並ぶ人口規模を有していた。佐々木自身は積極的な姿勢を見せず、西隣の西条市やさらにその西の東予市、周桑郡の2町を含む大合併は実現しなかった。
また、1期目には第4次長期総合計画を平成13年6月に策定、2期目には、情報公開および行政改革の推進などを行った。3選を目指した2008年（平成20年）11月の市長選挙では、新人で社会福祉法人理事長の長野文彦との一騎討ちとなったが、474票の僅差で破り、3選を果たした。選挙戦では、市政を2期担ってきた実績に加え、小児救急体制の整備、地域循環バスの導入などを公約に掲げた。一方、長野は、現職が進める保育所の民営化への反対、JR新居浜駅前地区へのPFI方式によるホテル整備計画の見直しなどを訴えた。
2012年（平成24年）、秋に行われる市長選挙に出馬しないことを表明し、同年11月17日に任期満了に伴い退任。後任の市長を選ぶ選挙では、佐々木の市長時代に副市長を務めていた石川勝行の他に立候補の届出がなかったため、新居浜市長選挙史上初の無投票によって石川が選ばれた。
2022年（令和4年）、第26回参議院議員選挙に愛媛県選挙区から立候補したタレントの高見知佳（新居浜市出身）の後援会長を務めた。
2025年（令和7年）春の叙勲で旭日小綬章を受章した。

## 関連書籍
- 市長の夢 19人の青年市長[8]日本ドリームプロジェクト（編）『市長の夢―19人の青年市長×きむ』いろは出版、2010年9月。ISBN 978-4902097344。